# Axoplazma
Axoplazma je cytoplazma (obsahuje mitochondrie a hladké ER) nacházející se v axonu neuronu. Přibližně 99,7 % cytoplazmy se nachází v axonech a dendritech neuronu. V axonech probíhá axoplazmatický transport, což způsobuje jiné složení axoplazmy než má cytoplazma v dendritech či těle nervové buňky. Elektrický odpor axoplazmy ovlivňuje schopnost neuronu přenášet akční potenciál do axonu, protože čím bude větší množství nevodivých molekul v axoplazmě, tím více iontů přejde do membrány (axolemmmy).